# Guido Nobili (militare)
Guido Nobili (Torino, 5 maggio 1908 – Augusta, 10 luglio 1943) è stato un ufficiale e aviatore italiano, asso dell'aviazione. Insignito di tre medaglie d'argento al valor militare.

## Biografia
La sua carriera nella Regia Aeronautica cominciò il primo ottobre 1929. Tempo dopo divenne capitano della 2ª e della 18ª Squadriglia. Sempre in quell'anno partecipò alla Guerra civile spagnola, durante la quale prese parte a varie battaglie. Il 3 dicembre 1937 terminò il comando della 18ª Squadriglia e venne sostituito da Marco Larcher. Nell'inverno successivo fu promosso maggiore.
Le sue vittorie durante la guerra civile spagnola furono 10 in totale.
Nel maggio 1940 tornò in Italia e dal giugno dello stesso anno fu comandante del 157º Gruppo Caccia Terrestre.
Dal 26 ottobre e fino al 25 febbraio 1941 fu temporaneamente comandante del 53º Stormo. Dal 15 maggio 1942 divenne comandante del 5º Stormo Tuffatori. Fu promosso colonnello il 18 marzo 1943. Nel pomeriggio del 10 luglio 1943, nei pressi di Augusta, morì in uno scontro ineguale venendo abbattuto da alcuni Spitfire.